# Mettjaur
Mettjaur är en sjö i Lycksele kommun i Lappland och ingår i Umeälvens huvudavrinningsområde. Sjön har en area på 0,739 kvadratkilometer och ligger 251 meter över havet.

## Delavrinningsområde
Mettjaur ingår i det delavrinningsområde (719036-161771) som SMHI kallar för Mynnar i Mettjaurkalven. Medelhöjden är 292 meter över havet och ytan är 9,17 kvadratkilometer. Det finns inga avrinningsområden uppströms utan avrinningsområdet är högsta punkten. Vattendraget som avvattnar avrinningsområdet har biflödesordning 4, vilket innebär att vattnet flödar genom totalt 4 vattendrag innan det når havet efter 181 kilometer. Avrinningsområdet består mestadels av skog (79 procent). Avrinningsområdet har 0,88 kvadratkilometer vattenytor vilket ger det en sjöprocent på 9,6 procent.